# 梧桐办事处
梧桐办事处，是中华人民共和国河南省郑州市中原区下辖的一个乡镇级行政单位。

## 行政区划
梧桐办事处下辖以下地区：
。